# 4-ヒドロキシケイ皮酸デカルボキシラーゼ
4-ヒドロキシケイ皮酸デカルボキシラーゼは、p-クマル酸を4-ビニルフェノールに変換する脱炭酸酵素である。

## 生化学
p-クマル酸は4-エチルフェノールの前駆体であり、ワイン中のサッカロミケス属とブレタノマイセス属の酵母により4-ビニルフェノールとなる。さらに、赤ワインではビニルフェノールレダクターゼにより4-エチルフェノールに還元される。フェルラ酸を出発点とした場合には、4-ビニルグアイヤコールを経て4-エチルグアイヤコールとなる。これらのフェノール類は、ワインの香りを損なうオフフレーバーの原因となる。
この酵素はグラム陰性菌のクレブシエラ・オキシトカなどでも誘発される可能性があり、カフェ酸やE-2,4-ジヒドロキシケイ皮酸など、クマル酸のアナログにも作用する。

4-ヒドロキシケイ皮酸デカルボキシラーゼによる、p-クマル酸から4-ビニルフェノールへの変換